# Marcos Krizevcanin
Marcos Krizevcanin fue un canónigo jesuita, santo y mártir de la Iglesia Católica.

## Biografía
Marcos Krizevcanin nació en Croacia en el año 1588. A los 12 años ingresó en el colegio de la Compañía de Jesús en Viena y allí se encontró a Melchor Grodziecki quien será su amigo y compañero de martirio.

## Vocación
Al terminar los estudios básicos en Viena se traslada al colegio universitario de Gratz, también regentado por la Compañía de Jesús, Marcos obtiene el doctorado en filosofía. Y decide profesar como religioso en la Compañía de Jesús. Marcos pasa a Roma a hacer estudios más estudios superiores en el colegio Germánico-hungárico y en la actual Universidad Gregoriana, ambos de la Compañía de Jesús. Conoce a muchas personalidades, entre ellas al cardenal jesuita Roberto Belarmino.
En 1615 Marcos es ordenado de sacerdote, regresa a su país. 
El arzobispo de Esztergon y Primado de Hungría, Pedro Pazmany, antiguo profesor suyo en el colegio jesuita en Gratz, lo nombra rector del Seminario de Trnava y, poco después, canónigo de la catedral. Sus ocupaciones como canónigo lo hacen viajar mucho y en uno de esos viajes Marcos regresa a la abadía de Széplak, se entera de la marcha del ejército calvinista de Jorge Rakoczy contra la ciudad de Kosice. Inmediatamente se traslada allí para estar con sus amigos  Esteban Pongracz y Melchor Grodziecki compartir sus penas y alegrías.

## Martirio y muerte
El 3 de septiembre de 1619, las fuerzas transilvanas de Gabriel Bethlen, bajo el mando de Jorge Rákóczy I, llegaron a la ciudad. La ciudad se rindió, entregando a su comandante András Dócsy. Los tres sacerdotes católicos de la ciudad, Grodziecki, Pongracz y Krizevcanin, fueron tomados prisioneros. 
Cuatro días después, el 7 de septiembre, fueron presentados ante el concejal Reiner y el predicador calvinista Alvinczy, quienes, junto a algunos soldados, quisieron obligarlos a renegar de la fe católica. Los tres sacerdotes se negaron a ceder y fueron torturados y ejecutados. 
Jorge Rákóczy I les negó la sepultura y sus cuerpos fueron soterrados cerca de los muros del palacio. Tuvieron que pasar seis meses para que el príncipe Gabriel Bethlen, por la solicitud de Katalina Pálffy, permitiera que recibieran una sepultura digna.
Katalina Pálffy los sepultó en su finca de Selbes. Posteriormente, en 1635 sus restos fueron trasladados a la iglesia de las clarisas en Trnava.
Actualmente, los restos Melchor y de sus compañeros mártires descansan en una pequeña urna bajo el altar del Virgen María en la Iglesia de Santa Ana, de la orden de las ursulinas, en la ciudad eslocava de Trnava.

## Beatificación y canonización

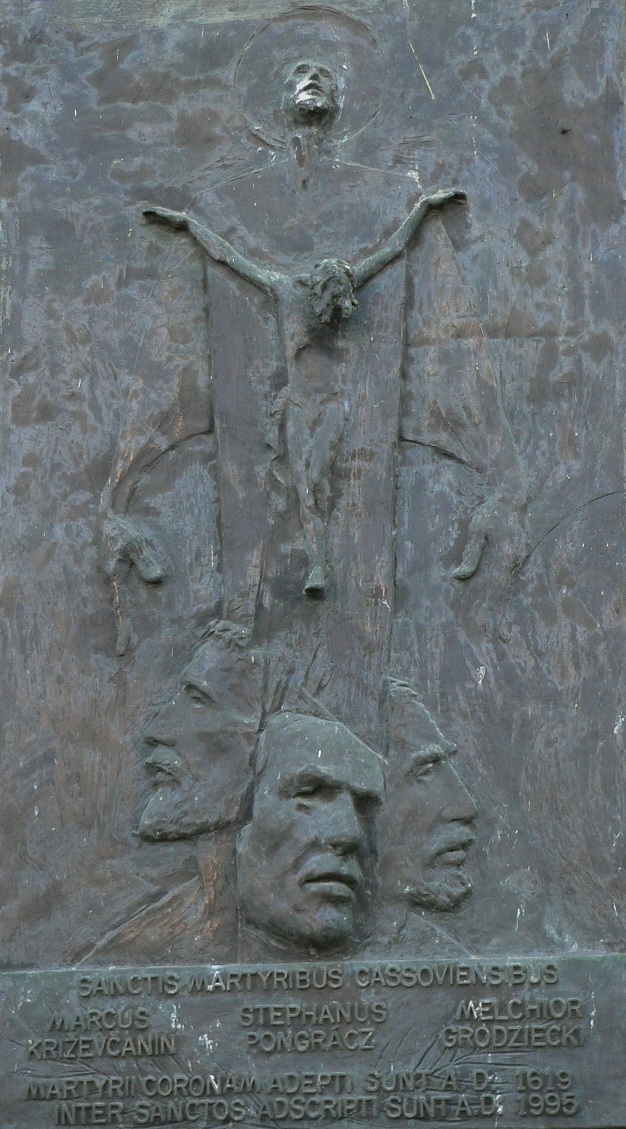
Placa conmemorativa de la canonización de los mártires de Košice.

Su proceso de beatificación comenzó en 1628, por iniciativa del cardenal Péter Pázmány, siendo beatificado finalmente el 15 de enero de 1905 por el papa Pío X.
Juan Pablo II, durante su segundo viaje apostólico a Eslovaquia, canonizó a Melchor Grodziecki, Esteban Pongracz y Marcos Krizevcanin el 2 de julio de 1995. La ceremonia se realizó en una explanada del aeropuerto de Košice ante la presencia de 400 000 personas, incluyendo autoridades eslovacas y delegaciones de Rumania, Hungría, Polonia y Croacia.
Las autoridades protestantes manifestaron su molestia ante la canonización de los sacerdotes, porque se rescata la historia en forma parcial, ya que ambos bandos cometieron atrocidades durante la guerra. Reflejaron su malestar conmemorando, durante el viaje apostólico, a los 24 mártires protestantes muertos en Presov en 1684 por tropas católicas. Juan Pablo II, en un gesto conciliador, alabó a los mártires protestantes durante la homilía de canonización.